# Supplément au voyage de Cook
Le Supplément au voyage de Cook est une pièce de théâtre en un acte de Jean Giraudoux, créée le 21 novembre 1935 au Théâtre de l'Athénée dans une mise en scène de Louis Jouvet qui souhaitait un "lever de rideau" avant La guerre de Troie... Dans le prolongement du Supplément au Voyage de Bougainville de Diderot, dont elle reprend les thèmes et certains noms, la pièce est une charge contre la colonisation et la morale de l'époque victorienne ; s'y lit aussi le thème giralducien de ce à quoi rêvent bien des femmes : des  "corps invisibles"  dont les charmes sont supérieurs à ceux des "corps palpables".

## Argument
En avril 1769, avant que son équipage ne débarque sur l'île d'Otahiti, le capitaine Cook délègue M. Banks, naturaliste de son expédition, auprès du chef des insulaires, afin de prévenir tout débordement sensuel qui serait provoqué par l'accueillante population féminine.

## Distribution des rôles à la création
- Lisbeth Clairval : Amaroura
- Odette Stuart : Pomaretoota
- Andrée Servilanges : Tahiriri
- Annie Cariel : Mrs Banks
- Pierre Renoir : Le Lieutenant du Roi
- Yves Gladine : Solander
- Alfred Adam : Valao
- Romain Bouquet : Mr Banks
- Bernard Lancret : Matamua
- Julien Barrot : un frère d'Outourou
- Jacques Terry : le jeune oncle
- Jean Perrin : un indigène
- Paul Ménager : Sullivan
- Louis Jouvet : Outourou
- José Noguero : Vaïturou